# Merituulentie
Merituulentie est une rue dans le sud d'Espoo en Finlande.

## Présentation
Merituulentie est une route orientée est-ouest. Elle mène de Tapiola au rond-point à l'intersection de Tapiolantie jusqu'à l'échangeur du Kehä II entre Niittykumpu et Olari.
Du côté ouest de cet échangeur, dans le prolongement de Merituulentie, se trouve la rue Kuitinmäentie, qui s'étend jusqu'à la Finnoontie, et plus à l'ouest se trouve Martinsillantie, qui se termine en croisant la Nöykkiönkatu à Espoonlahti,.
Le centre commercial Ainoa est situé en bordure de la Merituulentie.
Par le centre commercial Ainoa on peut accéder à la station de métro Tapiola.

## Merituulentie–Kuitinmäentie–Martinsillantie
Merituulentie, Kuitinmäentie et Martinsillantie forment l'axe routier parallèle nord de la Länsiväylä.
Merituulentie et Kuitinmäentie sont en grande partie à deux voies et ont 2 à 6 voies. La Martinsillantie est à chaussée unique et à deux voies.
La longueur de Meritulenti est d'environ 2,7 kilomètres, la longueur de l'axe routier parallèle du rond-point de Tapiola jusqu'à Nöykkiönkatu à Espoonlahti est d'environ 8,2 kilomètres,.
Le long de Merituulentie, Kuitinmäentie et Martinsillantie, il existe des commerces, en particulier des concessionnaires automobiles.
Plusieurs centres commerciaux, tels que Niitty, Merituuli (fi) et Liila, sont également situés le long de l'axe Merituulentie–Kuitinmäentie–Martinsillantie.
Merituulientie est reliée au métro d'Helsinki depuis la station de métro Niittykumpu.